# O sexo bem comportado
O sexo bem comportado (título original em francês: Le Bon Sexe illustré) é um ensaio do escritor francês Tony Duvert, publicado em 1973. Juntamente com L'Enfant au masculin (1980), O sexo bem comportado é o ensaio onde Tony Duvert expõe com mais força as suas convições, também expressas em vários dos seus romances onde as crianças desempenham um papel protagonista. 
O livro, ampliação do seu artigo de 1973 «La sexualité chez les crétins», publicado na revista literária Minuit, foi escrito em resposta ao sucesso de L'encyclopédie de la vie sexuelle publicada pela Hachette. Nele, Tony Duvert critica com força a educação sexual e a família e defende a liberação sexual das crianças. Duvert afirma: «Há que reconhecer aos menores, crianças e adolescentes, o direito de fazer amor. De fazê-lo, e não de ouvir falar sobre ele aos adultos. Não é uma simples necessidade de liberdade e de justiça: é o único remédio possível para os flagelos da Ordem sexual, que essa "educação" tenta ocultar doutrinando as vítimas.». 